# Apistobranchus tullbergi
Apistobranchus tullbergi är en ringmaskart som först beskrevs av Johan Hjalmar Théel 1879.  Apistobranchus tullbergi ingår i släktet Apistobranchus och familjen Apistobranchidae. Arten är reproducerande i Sverige. Inga underarter finns listade i Catalogue of Life.